# Kedungbanteng (Kedung Banteng)
Kedungbanteng is een plaats en bestuurslaag (kelurahan) in het onderdistrict (kecamatan) Kedung Banteng in het regentschap Banyumas van de provincie Midden-Java, Indonesië. Kedungbanteng telt 4433 inwoners (volkstelling 2010).